# Phyllostachys atrovaginata
Phyllostachys atrovaginata är en gräsart som beskrevs av Chi Son Chao och H.Y.Chou. Phyllostachys atrovaginata ingår i släktet Phyllostachys och familjen gräs. Inga underarter finns listade i Catalogue of Life.